# یورگن لوکادیا
یورگن لئوناردو لوکادیا(به هلندی: Jürgen Leonardo Locadia؛ زادهٔ ۷ نوامبر ۱۹۹۳) بازیکن فوتبال اهل کوراسائو است که در تیم فوتبال اینترسیتی و تیم ملی فوتبال کوراسائو بازی میکند.

## دوران باشگاهی

### آیندهوون
پس از عملکرد لوکادیا در تورنمنت اوتن کاپ، فرد روتن با تمجید از عملکرد او گفت: 

لوکادیا ماشین گلزنی است. او ما را به طرز مثبتی شگفت‌زده کرده‌است. او بسیار سریع است.

 در همین حال، مارسل برندز، مدیر فنی پی‌اس‌وی آیندهوون به دعوت لوکادیا به تیم اصلی اشاره کرد. در ۲۱ سپتامبر ۲۰۱۱، او اولین بازی خود را برای PSV در یک مسابقه جام حذفی فوتبال هلند مقابل سینت باوو انجام داد و در دقیقه ۷۲ به عنوان یار تعویضی به جای تیم ماتاوز وارد زمین شد و در دقیقه ۸۰ گل ششم تیمش را به ثمر رساند درحالی‌که ۸–۰ پیروز شدند.

### برایتون
در ۱۸ ژانویه ۲۰۱۸، باشگاه لیگ برتری برایتون در ازای مبلغ ۱۵ میلیون پوند، با آیندهوون برای انتقال لوکادیا به توافق رسید که ۱۰ میلیون پوند به همراه ۵ میلیون پوند به صورت اضافه پرداخت شد. او فردای آن روز قراردادی ۴ و نیم ساله با مرغ‌های دریایی امضا کرد و پیراهن شماره ۲۵ به او داده شد. بدین ترتیب لوکادیا گران‌قیمت‌ترین بازیکن تاریخ برایتون تا آن‌زمان لقب گرفت.
در ۱۷ فوریه ۲۰۱۸، لوکادیا در اولین بازی خود برای برایتون در برد ۳–۱ جام حذفی فوتبال انگلیس در دور پنجم مقابل باشگاه فوتبال کاونتری سیتی گلزنی کرد. او یک هفته بعد در ۲۴ فوریه، در اولین بازی خود در لیگ برتر فوتبال انگلیس در تقابل با باشگاه فوتبال سوانسی سیتی در جریان پیروزی ۴ بر ۱ در حالی‌که در نیمه دوم به بازی آمده‌بود در دقیقه نود گلزنی کرد.
پس از جدایی سم بالداک در آغاز فصل ۲۰۱۸–۲۰۱۹ پیراهن شماره ۹ به او داده‌شد. در این فصل نیز به‌خاطر شرایط جسمانی و مصدومیت‌های لوکادیا، او بیش‌تر به عنوان یار تعویضی به میدان می‌آمد که همین موضوع باعث شد در ماه نوامبر در مصاحبه‌ای با تلگراف از تمایل خود به ترک برایتون صحبت کند. در ۲۶ دسامبر ۲۰۱۸، لوکادیا برای اولین بار در فصل جدید گلزنی کرد توانست در جریان تساوی ۱ بر ۱ مقابل آرسنال دروازه حریف را بگشاید. پس از آن در بازی بعدی مقابل اورتون لوکادیا ۹۰ دقیقه بازی کرد و توانست در جریان برد ۱ بر صفر مقابل این تیم، تک‌گل پیروزی‌بخش برایتون را به ثمر برساند.
در فصل ۲۰۱۹–۲۰۲۰ گراهام پاتر سرمربی جدید برایتون بعد از دو بازی به لوکادیا اعلام کرد که فرصت حضور وی در زمین محدود خواهد بود و لوکادیا می‌تواند باشگاه را ترک کند.

#### هوفنهایم (قرضی)
در ۲۹ اوت ۲۰۱۹ اعلام شد که لوکادیا به صورت قرضی به مدت یک فصل به تیم هوفنهایم در بوندس‌لیگا پیوسته‌است.
دو روز بعد در ۳۱ اوت ۲۰۱۹، او اولین بازی خود را به عنوان بازیکن تعویضی در تساوی ۰–۰ خارج از خانه مقابل بایر لورکوزن انجام داد. سپس لوکادیا در سه بازی متوالی بین ۲۶ اکتبر ۲۰۱۹ و ۸ نوامبر ۲۰۱۹ در برابر هرتابرلین، پادربورن و کلن سه گل به ثمر رساند.
پس از آن، او تمایل خود را برای ماندن در باشگاه با تبدیل انتقال به یک قرارداد دائمی اعلام کرد. اما در ۳۱ ژانویه ۲۰۲۰ اعلام شد که دوره قرضی لوکادیا در باشگاه هوفنهایم به پایان رسیده‌است و او باید به باشگاه اصلی خود بازگردد. درحالی لوکادیا هوفنهایم را ترک کرد که دوازده بار برای هوفنهایم به میدان رفت و چهار بار گلزنی کرد.

#### سینسیناتی (قرضی)

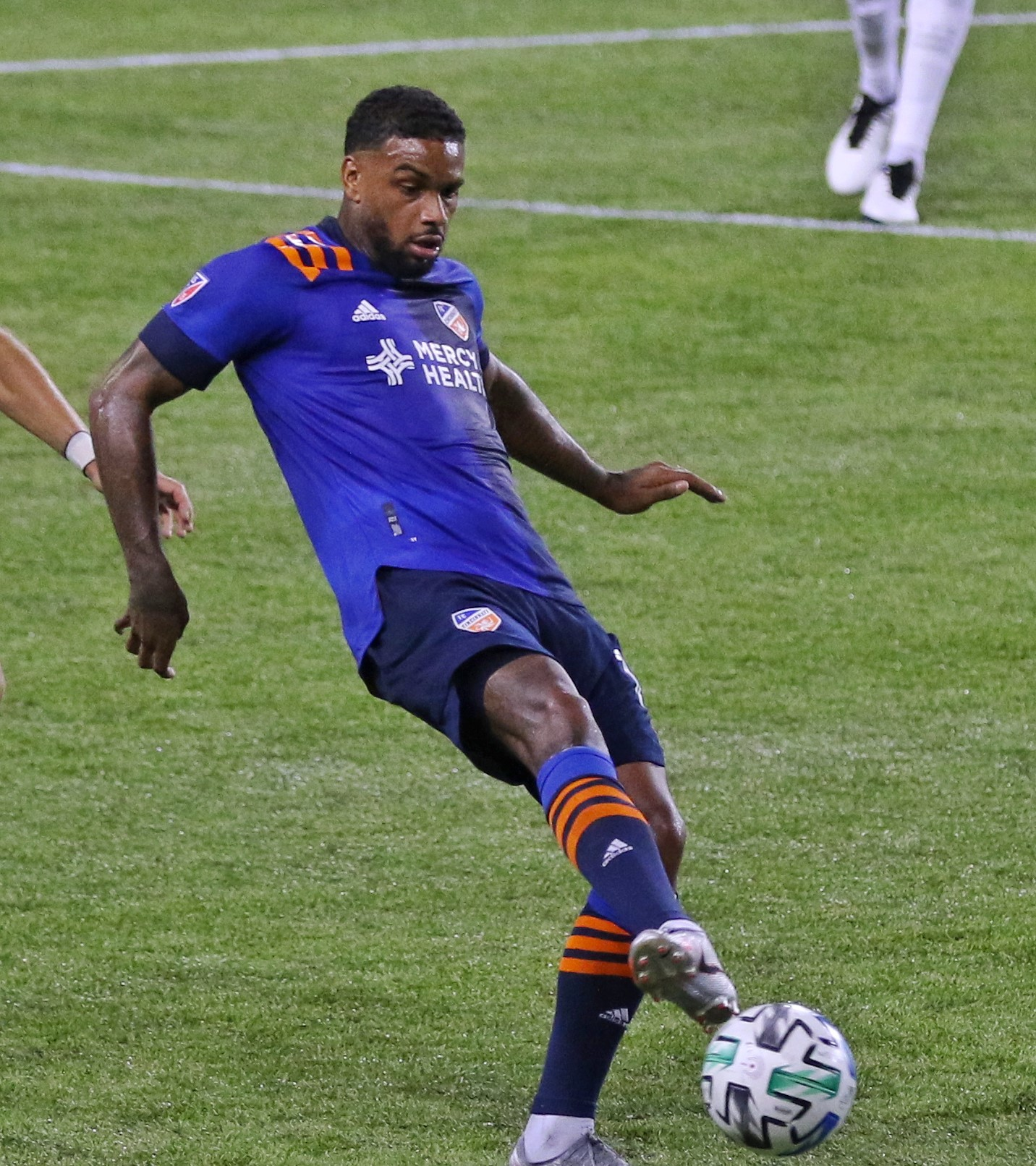
لوکادیا در حال بازی برای سینسیناتی در ۲۱ اوت ۲۰۲۰

در ۳ فوریه ۲۰۲۰، لوکادیا به صورت قرضی به مدت پنج ماه با امکان خرید به لیگ برتر فوتبال آمریکا و باشگاه فوتبال سینسیناتی پیوست.
او اولین بازی خود در MLS را در ۱ مارس ۲۰۲۰ در اولین بازی فصل مقابل نیویورک رد بولز انجام داد و اولین گل خود را در شکست ۳–۲ مقابل این تیم به ثمر رساند.
با این حال، این فصل پس از لغو چندین مسابقه به دلیل همه‌گیری کووید-۱۹ در آمریکای شمالی به مدت طولانی به حالت تعلیق درآمد. در ۱۹ ژوئن ۲۰۲۰ اعلام شد که دوره قرضی او برای ادامه فصل ۲۰۲۰ تمدید شد.
قبل از شروع فصل ۲۰۲۱، دوره قرضی لوکادیا با باشگاه سینسیناتی تا ۳۰ ژوئن ۲۰۲۱ تمدید شد. در ۱۸ ژوئن ۲۰۲۱، اعلام شد که سینسیناتی، انتقال قرضی لوکادیا را دائمی نخواهد کرد.

#### بازگشت به برایتون
او اولین حضور خود در برایتون را پس از گذشت بیش از دو سال در ۲۲ سپتامبر ۲۰۲۱ انجام داد و در دقیقه ۷۶ به جای آرون کنولی در پیروزی خانگی ۲–۰ مقابل سوانزی سیتی در دور سوم جام اتحادیه انگلستان به میدان رفت.
او اولین بازی خود در لیگ برتر را پس از گذشت بیش از دو سال در ۲۷ نوامبر انجام داد و در دقیقه ۶۹ به عنوان یار تعویضی به جای نیل ماوپی در تساوی ۰–۰ خانگی مقابل لیدز یونایتد وارد زمین شد.

#### بوخوم
در ۶ ژانویه ۲۰۲۲، لوکادیا به صورت رایگان به بوخوم از بوندسلیگای آلمان پیوست و قراردادی تا پایان فصل امضا کرد. او ۱۰ روز بعد اولین بازی خود را انجام داد و در باخت ۱–۰ خارج از خانه مقابل ماینتس ۰۵ به عنوان یار تعویضی وارد زمین شد.
وی در دوران عضویت در بوخوم دو گل به ثمر رساند که یکی در برابر بایرن مونیخ و دیگری در برابر دورتموند بود.

#### پرسپولیس

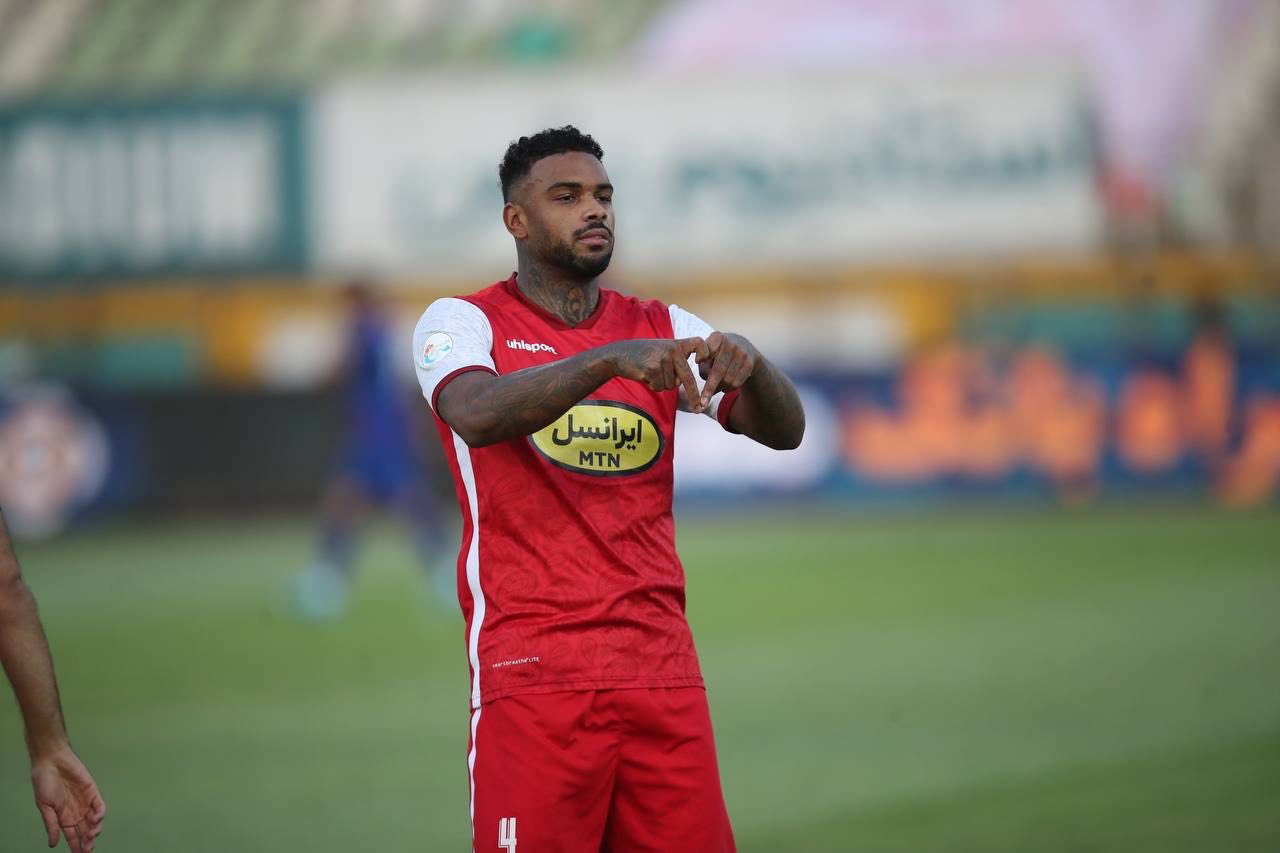
لوکادیا بعد از خوشحالی پس از گل مقابل هوادار با پرسپولیس

لوکادیا در ۱۲ اوت ۲۰۲۲ با عقد قراردادی یک ساله به باشگاه پرسپولیس در لیگ برتر خلیج فارس پیوست. او برای بازی در این تیم شماره ۴ را انتخاب کرد.
لوکادیا در تاریخ ۲۹ مرداد ۱۴۰۱ (۲۰ اوت ۲۰۲۲) نخستین بازی خود برای پرسپولیس را در دیداری دوستانه مقابل باشگاه فجر سپاسی انجام داد و توانست اولین گل خود را نیز برای باشگاه در این دیدار و در دقیقه ۸ روی پاس گل امید عالیشاه به ثمر برساند.
برای اولین بار در یک بازی رسمی، در تاریخ ۴ شهریور ۱۴۰۱ (۲۶ اوت ۲۰۲۲)، لوکادیا در مقابل آلومینیوم اراک به عنوان یکی از یازده مرد اصلی پرسپولیس در لیگ برتر وارد میدان شد و در دقیقه ۷۱ جای خود را به حامد پاکدل داد.
در تاریخ ۹ شهریور ۱۴۰۱ (۳۱ اوت ۲۰۲۲)، لوکادیا در بازی هفته چهارم لیگ برتر فوتبال ایران، در برابر نفت آبادان، در دقیقه ۲۷ موفق به گلزنی شد تا اولین گل خود در بازی‌های رسمی را به این شکل به ثمر برساند.

##### جدایی از پرسپولیس و شکایت این باشگاه
یورگن لوکادیا در ۲۸ آ‌ذر ۱۴۰۱  به دلیل فیلترینگ گسترده اینترنت، پرسپولیس را ترک و از ایران خارج شد.

#### کانگجو مایتی لاینز
پس از چند ماه بلاتکلیفی و وجود پیشنهادهای متنوع از لیگ برتر فوتبال هلند و سری آ ایتالیا، لوکادیا در تاریخ ۱۰ آوریل ۲۰۲۳ به باشگاه فوتبال کانگجو مایتی لاینز، از باشگاه‌های حاضر در سوپر لیگ فوتبال چین، پیوست.

#### آموربیتا
لوکادیا در تاریخ ۴ مارس ۲۰۲۴ به باشگاه ورزشی آموربیتا، در حالی که در قعر جدول سگوندا دیویسیون بود پیوست تا دوباره به فوتبال اروپا بازگشته باشد.

#### اینترسیتی
لوکادیا در ۱۹ ژوئیه ۲۰۲۴ به باشگاه فوتبال اینترسیتی پیوست و پیشنهاد پرسپولیس جهت بازی برای این تیم به‌جای غرامت ۳۲۴۰۰۰ دلاری را رد کرد.

## زندگی شخصی
یورگن لوکادیا از دوران کودکی طرفدار منچستر یونایتد و دیمیتار برباتوف و رود فان نیستلروی الگوی‌های او برای ادامه مسیرش در فوتبال بودند.
وقتی که او ۲ سال سن داشت پدرش او و مادر و ۳ خواهرش را ترک کرد.
لوکادیا در مورد دوران کودکی خود می‌گوید:
«ما خیلی ضعیف و تنگدست بودیم. من همیشه به یاد دارم که مادرم سختی‌های زیادی بخاطر ما تحمل کرد. ما حتی گاهی گرسنگی می‌کشیدیم. در کودکی اگر خانواده ات رنج می‌برند به سرعت بزرگ می‌شوی. این من را آزار می‌داد و به عنوان تنها مرد خانواده و بزرگ‌تر از چهار نفر، نسبت به مادر و خواهرهایم احساس وظیفه می‌کردم، خودم را سرزنش می‌کردم، در عین حال، خودم را برای آن زمان بخشیده‌ام.»
اولین خالکوبی‌های او در پانزده سالگی و از آن زمان تتوهای زیادی از جمله یکی از مادربزرگ مرحومش دارد.

#### حرفه موسیقی
لوکادیا به عنوان یک دی‌جِی نیز شناخته می‌شود و از دیپلو و میجر لیزر به عنوان تأثیرگذاران روی خود در این عرصه یاد کرده‌است.
در ژوئن ۲۰۱۷، اولین تک‌آهنگ‌های خود را با نام‌های «Take Off» و «Epok» منتشر کرد.

## افتخارات

### پی‌اس‌وی آیندهوون
- ایریدیفیسی
  - قهرمان (۲): ۲۰۱۵–۲۰۱۴، ۲۰۱۶–۲۰۱۵
- جام حذفی فوتبال هلند
  - قهرمان (۱): ۲۰۱۲–۲۰۱۱
- جام یوهان کرایف
  - قهرمان (۲): ۲۰۱۵، ۲۰۱۶